# Jean-Claude Goyon
Pour les articles homonymes, voir Goyon.
Jean-Claude Goyon est un égyptologue français né le 2 août 1937 à Mâcon et mort le 24 juin 2021 à Villeurbanne.

## Biographie
Docteur ès-lettre, Jean-Claude Goyon est maître de recherche au CNRS et professeur émérite d'égyptologie de l'université Lyon II. Il fut également pensionnaire de l'Institut français d'archéologie orientale et directeur scientifique du Centre franco-égyptien d'étude des temples de Karnak.
Il meurt le 24 juin 2021,.

## Publications
- Le papyrus du Louvre n°3279, BdE, IFAO, Le Caire, 1966.
- Confirmation du pouvoir royal au nouvel an, Brooklyn museum papyrus 47.218.50, no 52, BdE, IFAO, Le Caire, 1972.

Prix Bordin 1973 de l’Académie des inscriptions et belles-lettres
- Rituels funéraires de l'ancienne Égypte, le rituel de l'embaumement, le rituel de l'ouverture de la bouche, les livres des respirations, no 4, Littératures anciennes du Proche-orient, Éd. du Cerf, Paris, 1972.
- Avec El Achirie, Ramesseum I et VI, Centre de documentation et d’études sur l’ancienne Égypte, Le Caire, 1973 et 1974.
- Confirmation du pouvoir royal au nouvel an, Brooklyn museum papyrus 47.218.50, Wilbour monographs, IFAO, Le Caire, 1974.
- Le secret des pyramides, Pygmalion, Paris, 1977.
- Les dieux-gardiens et la genèse des temples d'après les textes égyptiens de l'époque gréco-romaine, les soixante d'Edfou et les soixante dix sept dieux de Pharbaethos, no 93, BdE, IFAO, Le Caire, 1985.
- Avec Jean-Claude Golvin, Les bâtisseurs de Karnak, Presses du CNRS, 1987.
- Avec Patrice Josset, Un corps pour l'éternité. Autopsie d'une momie, Le léopard d'or, Paris, 1988.
- Avec Sydney Hervé Aufrère, et Jean-Claude Golvin, L'Égypte restituée, sites et temples de Haute-Égypte (1650 av. J.-C.-300 Ap. J.-C.), tome 1, Éd. Errance, Paris, 1991.
- Avec P. Dupont, Amphores grecques archaïques de Gurna : à propos d'une publication récente, Vol. 1, p. 153-166, Atti del VI Congresso Internazionale di Egittologia, Turin, 1992.
- Chirurgie religieuse ou thanatopraxie ? Données nouvelles sur la momification en Égypte et réflexions qu'elles impliquent, Vol. 1, p. 215-225, Atti del VI Congresso Internazionale di Egittologia, Turin, 1992.
- Avec Sydney Hervé Aufrère et Jean-Claude Golvin, L'Égypte restituée, Sites et temples des déserts, de la naissance de la civilisation pharaonique à l'époque gréco-romaine, tome 2, Éd Errance, Paris, 1994.
- Remarques sur l'ouvrage de F. de Romanis, Cassia, cinnamomo, ossidiana, no 6, fasc. 2, p. 651-655, Topoi, Lyon, 1996.
- Avec Sydney Hervé Aufrère et Jean-Claude Golvin, L'Égypte restituée, sites, temples et pyramides de Moyenne et Basse Égypte de la naissance de la civilisation pharaonique à l'époque gréco-romaine, tome 3, Éd. Errance, Paris, 1997.
- Avec M. Kurz, Rê, Maât et pharaon ou Le destin de l'Égypte antique, Éd. ACV, Lyon, 1998.
- L'Égypte antique : À travers la collection de l'institut d'égyptologie Victor-Loret de Lyon, Somogy éditions d'art, 2007 (ISBN 2757201395)

## Distinctions
- Chevalier de la Légion d'honneur